# 霧の旗
『霧の旗』（きりのはた）は、松本清張の長編小説。兄の弁護を断った弁護士に対する、女性の理不尽な復讐を描く、リーガル・サスペンス。『婦人公論』に連載され（1959年7月号 - 1960年3月号、連載中の挿絵は山本正）、1961年3月に中央公論社より刊行された。
1965年・1977年の2度にわたり映画化、また多数テレビドラマ化されている。

## あらすじ
時は昭和30年代半ば。九州の片田舎で金貸しの老女の強盗殺人事件が起き、柳田桐子の兄で教師の正夫が容疑者として逮捕されて裁判にかけられる。正夫が第一発見者で、正夫は被害者から生前金を借りており、しかも殺害現場から借用証書を窃取する等、状況は正夫にとって圧倒的に不利なのだが、それでも殺人に関しては無罪を主張する。思いあまった桐子は上京し、同郷出身の高名な弁護士の大塚に弁護の依頼を申し出る。だが、高額な弁護費用を工面できないのと、大塚自身の多忙を理由に断られ、失意の内に帰郷する。その後、一審で出た判決は死刑。そして、控訴中に正夫は無実を訴えながら獄中で非業の死を遂げた。桐子はその旨を大塚に葉書でしたためて送る。殺人犯の妹の汚名を着せられた桐子は地元にいられなくなり、上京してホステスになった。
一方、葉書を読んだ大塚は後味の悪さを感じ、独自に事件資料を集めて丹念に読み込んでいくうちに、真犯人は桐子の兄以外にいることを突きとめる。
その頃、大塚には愛人の河野径子がいたのだが、ふとしたことからこの径子に殺人容疑がかかる。だが、たまたま殺人現場の近くに桐子が居合わせており、逃走する犯人の姿を見ていておまけに犯人のものと思われるライターまで拾っていた。径子の無実を証明できるのは桐子ただ一人。
大塚は桐子にライターを自分に渡し、現場近くで見たことをありのままに証言してくれるよう懇願する。だが、兄のことがある桐子は冷たく拒絶する。そして、桐子はある行動に出るー。

## 主な登場人物
- 以下に原作における設定を記述する。

柳田桐子
北九州のK市に住むタイピスト。少女のような稚さの残る顔立ちと強い視線が特徴的な若い女性。
大塚欽三
丸の内二丁目に事務所を構える、日本でも指折りの有名な弁護士。
河野径子
銀座の高級レストラン「みなせ」の女性経営者。
阿部啓一
総合雑誌の若い編集者。
奥村
大塚弁護士事務所の事務員。
信子
銀座のはずれにあるバー「海草」の女給。
杉浦健次
「みなせ」の給仕頭。
山上武雄
杉浦健次の知人の青年。

## エピソード
- 映画『張込み』の製作以降、著者と面識のあった橋本忍の発言によれば、当時著者は、アラブ人男性のフランス人医師に対する復讐を描くフランス映画『眼には眼を』を観て、今度はこういう（趣向）のを書きたいとさかんに言っており、そうした発言ののちに著者が本作を執筆したとされている[2]。
- 本作は単行本化の際、最終回連載部分に原稿用紙30枚分の加筆がなされた。特に大塚の懇願に対する桐子の態度の描写や、第二の殺人に関する大塚の推理部分、桐子が検事に宛てて送った手紙の部分が大幅に加筆、精緻化された[1]。
- 詩人・翻訳家の天沢退二郎は、小説の描写において、桐子の意識に入り込んだ描写と、大塚・阿部の意識に立ち入りつつ桐子に関して外面模写のみに終始する描写が振り分けられ、二つの異なる桐子像が小説内で峻別されていることを指摘している[3]。
- 社会学者の作田啓一は、本作において大塚弁護士の側に罪があるとすればそれは「無関心の罪」であり、現代人の多くがひそかに心あたりのある感覚であると分析している[4]。
- 評論家の川本三郎は、本作が発表された時期には、現在の東京一極集中に通じる、地方と東京の大きな格差が生まれていて、桐子の大塚弁護士に対する恨みの背景には、地方出身者の東京に対する恨み（と強い憧れ）があると指摘している[5]。
- エッセイストの酒井順子は、本作の契機にはベストセラーとなった『波の塔』との関係があるのではないかと推理し、『波の塔』的な（ロマン小説の）イメージが強くなりすぎないよう、都会的でスマートな女性ではなく、泥臭く芯の強い女性を描いたと推測、また連載時期が『小説帝銀事件』からバトンタッチする形となっていることに着目し、「清張はここで冤罪事件の家族の立場になった小説を書こうと思ったのではないか」と述べている[6]。

## 翻訳
- Pro Bono（英語、Vertical）
- La ragazza del Kyūshū（イタリア語、Adelphi）
- La chica de Kyushu（スペイン語、Libros del Asteroide）
- 雾之旗（中国語、长江文艺出版社など）

## 映画

### 1965年
1965年5月28日公開。製作は松竹大船、配給は松竹。桐子の出身地は熊本とされている。DVD化されている。併映『ぜったい多数』。

#### スタッフ
- 監督：山田洋次
- 原作：松本清張　-中央公論社版-
- 脚本：橋本忍
- 製作：脇田茂
- 撮影：高羽哲夫
- 美術：梅田千代夫
- 音楽：林光
- 照明：戸井田康国
- 編集：浦岡敬一
- 録音：小尾幸魚
- 調音：佐藤広文
- 装置：川添善治
- 装飾：鈴木八洲雄
- 現像：東洋現像所
- 協力：菱一　東芝音楽芸能株式会社
- 助監督：杉岡次郎
- 渉外：中村興一
- 進行：吉岡博史
- 映倫：13858

※スタッフ本編クレジット表記順

#### キャスト
- 柳田桐子：倍賞千恵子
- 大塚欽三：滝沢修
- 河野径子：新珠三千代（東宝）
- 杉田健一：川津祐介 - （注）クレジット表記通り
- 阿部幸一：近藤洋介
- 島田検事：内藤武敏
- 柳田正夫：露口茂
- 信子：市原悦子
- 久岡：清村耕次
- 奥村：桑山正一
- 裁判長：浜田寅彦
- 上田係長：田武謙三
- バー「海草」のマダム：阿部寿美子
- 「みなせ」支配人：穂積隆信
- 家主：三崎千恵子
- 船員：井川比佐志
- 大町文夫
- 菅原通済
- 山上：河原崎次郎
- 大塚芳子：逢初夢子
- 牧よし子
- 検事：幸田宗丸
- 山本幸栄
- 和地広幸
- 小田草之介
- 鬼笑介
- 青山宏
- 佐々木恒子
- 村上記代
- 川村禾門
- 岡部健
- 前田恵介
- 高杉裕児
- 土田桂司

※本編クレジット表記順
- 谷村編集長：金子信雄　（ノンクレジット）

#### 製作
本映画は当初東宝の企画として、橋本忍による脚本が書かれていた。しかし脚本を読んだ山田洋次が松竹に持ち込み、松竹の城戸四郎と交渉の末、映画化が実現した。
倍賞千恵子の柳田桐子役への起用は、「『下町の太陽』の女優に復讐させる」という橋本忍の提案を、山田洋次が採用したもの。皇居の前を桐子が歩くシーンは、脚本にはなく山田が現場で考えたが、山田は倍賞を「（無心になって）ただ歩いているというのが軽やかにできる人」と賞賛している。
打ち合わせの際、河野径子役の新珠三千代は「やりにくい」と言ったが、橋本忍は「主役は倍賞さんと滝沢（修）さんとあなたの三人。こういう場合、どうしても一人、損な役が出てきちゃうんですよ」と言い、納得させようとしたという。

#### 興行成績
東映が本作の一ヵ月前の4月に公開した中村錦之助主演・田坂具隆監督の『冷飯とおさんとちゃん』が大コケ、早期打ち切りに遭ったのを切っ掛けに、本作と同時期に公開された三國連太郎主演・山本薩夫監督の『にっぽん泥棒物語』、山本監督『証人の椅子』（大映配給）、熊井啓監督の『日本列島』（日活配給）と、日本映画には珍しく宣伝期間もたっぷりかけ、日本映画の良心と高い評価を受けた秀作が、相次いで興行的にコケるというショッキングな事態が起きた。この煽りで本作と『ぜったい多数』（桑野みゆき主演・中村登監督）の二本立てもコケた。

### 1977年
1977年12月17日公開。製作・配給は東宝。西河克己監督。山口百恵映画主演作品。現在はDVD化されている（ただし今日では不適切な表現が多く"ピー音"で処理されており、不完全版となっている）。
8億8900万円の配給収入を記録、1978年（昭和53年）の邦画配給収入ランキングの第8位となった。

#### スタッフ
- 原作：松本清張
- 監督：西河克己
- 製作：堀威夫、笹井英男
- 脚本：服部佳
- 撮影：前田米造
- 音楽：佐藤勝

#### キャスト
- 柳田桐子：山口百恵
- 阿部啓一：三浦友和
- 大塚欽三：三國連太郎
- 柳田正夫：関口宏
- 杉浦健次：夏夕介
- 山上武雄：石橋蓮司
- 河原信子：児島美ゆき
- 奥村恵之助：桑山正一
- 白鳥弁護士：大和田伸也
- 大塚芳子：加藤治子
- 河野径子：小山明子
- 谷村編集長：神山繁
- 兵童代議士：金田龍之介
- 岡刑事：玉川伊佐男
- 渡辺キク：原泉
- 矢代早苗：西村まゆ子（新人）
- 西村：林ゆたか
- 山川：若杉透
- 久岡：安西拓人
- 検事：高橋昌也
- クラブ「海草」のマダム：町田祥子
- バー「ノアノア」のマダム：石井富子

#### エピソード
- 本映画は山口百恵と三浦友和の通算7作目の共演作品であり、監督の西河克己は、『伊豆の踊子』をはじめ、多くの作品でメガホンを取ってきたが、本作が百恵映画としては最後の監督作品となった。
- 西河は当初、百恵に悪女を演じさせるのはまだ早いと考え、柳田桐子役を演じることに反対していた。しかし、百恵は強くこだわり、「歌にもいろんなレパートリーがあるように、映画の私の役柄にもこういうのがあってもいいんじゃないか」と答えた。西河は百恵の演技の中で「ウソのつき方」に注目、百恵が大塚弁護士、阿部啓一、取り調べの刑事、それぞれに対して、「ウソをつく時の胸算用」を表情を変えながら細かく表現し、これが細かな演技指導によるものではなく、もともと本人がもっている人間的迫力が出たのだと、西河は評価している[13]。
- 原作と比べて、三浦友和が演じる阿部啓一の登場場面が多いことが特徴の一つとなっており、原作にはない阿部と桐子の恋愛感情が描かれている。三浦はできるだけ原作に近くなるように「恋人らしくない」セリフ回しを心がけたとされている[14]。また、三國連太郎は、1969年版テレビドラマに続いて、2度目の大塚弁護士役を演じている。

#### 同時上映
『惑星大戦争』
- 東宝映画・東宝映像作品。監督：福田純。主演：森田健作、浅野ゆう子、宮内洋、新克利、沖雅也。

## テレビドラマ

### 1967年版
NET（現・テレビ朝日）、「ナショナルゴールデン劇場」（22:00 - 23:00）にて、10月5日から10月26日まで放送（全4回）。
キャスト
大塚欽三：芦田伸介
柳田桐子：広瀬みさ
草笛光子
岸田森
児玉清
東恵美子
原田芳雄
武藤英司
瀬良明
志水辰三郎
入江洋祐
スタッフ
脚本：須川栄三
演出：奈良井仁一
| NET（現・テレビ朝日）系列 ナショナルゴールデン劇場       | NET（現・テレビ朝日）系列 ナショナルゴールデン劇場 | NET（現・テレビ朝日）系列 ナショナルゴールデン劇場         |
| 前番組                                                   | 番組名                                             | 次番組                                                     |
| -------------------------------------------------------- | -------------------------------------------------- | ---------------------------------------------------------- |
| 北斗の人 （原作：司馬遼太郎） （1967年8月3日 - 9月28日） | 霧の旗 （1967年10月5日 - 26日）                    | 女の中の悪魔 （原作：由起しげ子） （1967年11月2日 - 23日） |

### 1969年版
フジテレビ「おんなの劇場」（21:30-22:26）にて8月22日から9月26日まで放送（全6回）。第7回ギャラクシー賞、第10回期間奨励賞受賞作。
キャスト
柳田桐子：栗原小巻
大塚欽三：三國連太郎
大塚道子
菅貫太郎
八千草薫
山本圭
中野誠也
加藤嘉
スタッフ
脚本：大野靖子
演出：宇留田俊夫
制作：フジテレビ
| フジテレビ系列 おんなの劇場                               | フジテレビ系列 おんなの劇場        | フジテレビ系列 おんなの劇場                        |
| 前番組                                                    | 番組名                             | 次番組                                             |
| --------------------------------------------------------- | ---------------------------------- | -------------------------------------------------- |
| 堀川波の鼓 （原作：近松門左衛門） （1969年8月8日 - 15日） | 霧の旗 （1969年8月22日 - 9月26日） | 離縁 （原作：山本周五郎） （1969年10月3日 - 24日） |

### 1972年版
NHK「銀河ドラマ」（21:00-21:30）にて2月14日から2月18日まで放送（全5回）。第12回日本テレフィルム技術賞（現・映像技術賞）・奨励賞受賞作。桐子の故郷は鳥取県の設定。
キャスト
柳田桐子：植木まり子
大塚欽三：森雅之
河野径子：岡田茉莉子
阿部啓一：柴田侊彦
大塚芳子：加藤治子
柳田正夫：明石勤
高坂良平：柳永二郎
杉浦健次：峰岸徹
木元信子：根岸明美
山上武雄：草野大悟
鈴木検事：横森久
奥村一夫：立岡晃
村上刑事：西山嘉孝
堀田弁護士：溝田繁
女中：千石規子
掃除婦：筧豊子
運転手：三上雄三
大塚家女中：高坂真琴
大塚家女中：井上千枝子
飲み屋おかみ：河東けい
バーの女：松田友絵
バーの女：桜井とし子
依頼の客：山田晴生
ゴルフの男（レストランの客）：永井秀明
ゴルフの男（レストランの客）：館敬介
ゴルフの男（レストランの客）：松本朝夫
バー「海草」の客：戸沢佑介
バー「海草」の客：宮内幸平
バー「海草」の客：川副博敏
バー「海草」の客：代志住正
バー「海草」の客：北村耕太郎
レストランボーイ：大山高男
酔漢：築地博
バーテン：本田統
老人：笹川恵三
女看守：渡辺芳子
刑事：中村武己
地検書記：小関一
ナレーション：和田篤
スタッフ
脚本：石堂淑朗
演出：高田智之、横田恒、勅使河原平八、佐々木正則、大原誠
音楽：湯浅譲二
撮影：並木豊、井上正次
照明：平野光男、松崎照明、宮川正夫
美術：中嶋隆美
録音：植松信孝、山口照男
制作：NHK
| NHK 銀河ドラマ                                       | NHK 銀河ドラマ                  | NHK 銀河ドラマ                                                   |
| 前番組                                               | 番組名                          | 次番組                                                           |
| ---------------------------------------------------- | ------------------------------- | ---------------------------------------------------------------- |
| 家族会議 （原作：横光利一） （1972年1月17日 - 28日） | 霧の旗 （1972年2月14日 - 18日） | 黒い群像 （原作：ジョルジュ・シムノン） （1972年2月21日 - 25日） |

### 1983年版
松本清張の『霧の旗』。日本テレビ「火曜サスペンス劇場」（21:02-23:24）にて、1月4日に放送。視聴率22.1％（ビデオリサーチ調べ、関東地区）。
キャスト
柳田桐子：大竹しのぶ
阿部啓一：小林薫
木元信子：佳那晃子
杉浦健二：三ツ木清隆
柳田正夫：松任谷正隆
奥村事務長:矢崎滋
山上：新井康弘
編集長豊岡：小野武彦
バー海草のママ：桜町弘子
渡辺キク：緋多景子（現・樋田慶子）
曽我町子
水島美奈子
横田有紀
姿健一
高山ナツキ
内島喜代子
橋本晶子
根本美和子
芦沢孝子
須永慶
成田次穂
河合信芳
浅野泰行
梅原正樹
竹本和正
櫻井勝
中村幸子
武田邪夢
ユベール・ジョワニアン
デイヴィッド・アラン
バーバラ・ピータースマイヤー
千葉繁
上野忠彦
野村信次
村山礼子
林テレサ
藤木えり子
河野径子：小川真由美（特別出演）
大塚欽三：二谷英明
スタッフ
企画：小坂敬、山本時雄
プロデューサー：加賀義二、岡部英紀、樋口清、野村芳太郎
脚本：市川森一
演出：せんぼんよしこ
技術：八村耕治
カメラ：吉村一雄、飯山孫八
音声：田口征四郎、増井譲二
照明：相馬清三、水戸実、小林靖直
美術：石井康博
音楽：佐藤允彦
音楽コーディネーター：鈴木清司
音響効果：倉橋静男
制作協力：くまもと県民テレビ、生田スタジオ
制作：松竹、日本テレビ、霧プロダクション
| 日本テレビ系列 火曜サスペンス劇場 | 日本テレビ系列 火曜サスペンス劇場 | 日本テレビ系列 火曜サスペンス劇場  |
| 前番組                            | 番組名                            | 次番組                             |
| --------------------------------- | --------------------------------- | ---------------------------------- |
| 黒いカーテン （1982年12月28日）   | 松本清張の霧の旗 （1983年1月4日） | 切り裂かれた時間 （1983年1月11日） |

### 1991年版
松本清張作家活動40年記念『霧の旗』。テレビ朝日「土曜ワイド劇場」（21:02-22:51）にて、11月23日に放送。視聴率20.3％（ビデオリサーチ調べ、関東地区）。桐子の故郷は佐賀県呼子町（現・唐津市）、大塚弁護士事務所の所在は新宿に設定。1995年にVHSビデオ化されている。
キャスト
- 柳田桐子（呼子町から兄の弁護を依頼するために上京してきた若い女性）：安田成美
- 河野径子（フランス料理屋「みなせ」のオーナー）：阿木燿子
- 島木検事：角野卓造
- 柳田正夫（桐子の兄で小学校教師）：大和田獏
- 杉原建治（「みなせ」のボーイ長）：広岡瞬
- 山本刑事（警視庁の刑事）：三木敏彦
- 奥村（大塚弁護士事務所の事務員）：頭師孝雄
- 佐々木信子（東銀座のバー「海草」のホステス）：松井紀美江
- 上田課長（佐賀県警の刑事）：斉藤暁
- 大塚芳子（大塚欽三の妻）：麻志奈純子
- 木村刑事：土門廣
- 阿部圭一（『週刊フロンティア』の編集者）：平田満
- 渡辺キク（呼子の金貸し）：谷本小代子
- 山上（杉原建治の友人）：遠藤憲一
- 客：須永慶、麻ミナ
- お手伝い：来路史圃
- 久岡（阿部圭一の上司）：亀山助清
- 大塚欽三（東京・新宿の弁護士）：田村高廣
- 大西多摩恵、角田よしこ、小寺大介、小甲登枝恵、佐藤幸雄、本庄和子、村添豊徳、近藤眞義、村上幹夫、平井一幸、鎌田功、泰居真奈美、玉城善広

スタッフ
プロデューサー：岩永恵（テレビ朝日）、池ノ上雄一・坂本年文（東映）、坂梨港
企画：松本陽一
脚本：橋本綾
監督：出目昌伸
音楽：坂田晃一
撮影：原一民
美術：石田良之
録音：米山英明
照明：中川勇雄
編集：山口一喜
音響効果：大泉音映
整音：映広
現像・テレシネ：東映化学
撮影協力：浅草花やしき、東日本旅客鉄道
制作：東映、テレビ朝日
| テレビ朝日系列 土曜ワイド劇場        | テレビ朝日系列 土曜ワイド劇場                      | テレビ朝日系列 土曜ワイド劇場     |
| 前番組                               | 番組名                                             | 次番組                            |
| ------------------------------------ | -------------------------------------------------- | --------------------------------- |
| 尼さん探偵名推理3 （1991年11月16日） | 松本清張作家活動40年記念 霧の旗 （1991年11月23日） | もう一つの旅路 （1991年11月30日） |

### 1997年版
松本清張スペシャル『霧の旗』。フジテレビ「金曜エンタテイメント」（21:00-23:07）にて、9月12日に放送。視聴率17.1％（ビデオリサーチ調べ、関東地区）。
キャスト
大塚欽三：仲代達矢
柳田桐子：若村麻由美
阿部啓一：三浦浩一
佐藤信子：藤田朋子
河野径子：萬田久子
小林誠一：益岡徹
奥村次男：大出俊
柳田正夫：赤羽秀之
長森雅人
早川純一
小宮久美子
永野典勝
中山研
神林茂典
井上博一
工藤明子
宮田圭子
山村嵯都子
勝村淳
梶本潔
河野元子
村尾かおり
池田勝志
加藤正記
七条孝夫
佐々木敏則
田浦高志
兵頭未来祥
スタッフ
脚本：古田求
演出：富永卓二
音楽：坂田晃一
制作：仕事、映像京都、霧企画

### 2003年版
松本清張サスペンス特別企画『霧の旗』。TBS系で2003年9月16日（21:00 - 22:54）に放送されたスペシャルドラマである。桐子の故郷は青森県むつ市に設定。
キャスト
大塚　欽三：古谷一行 （東京のベテラン弁護士）
柳田　桐子：星野真里 （むつ市の印刷工場事務員）
阿部　啓一：風間トオル （出版社「論争社」の記者）
河野　径子：多岐川裕美 （代官山のフレンチレストラン「みなせ」経営者）
柳田　正夫：池内万作 （桐子の兄。小学校教師）
奥村　次男：渡辺いっけい （大塚弁護士事務所の事務員）
藤原　隆司：金田明夫 （国選弁護人）
杉浦　健次：唐渡亮 （「みなせ」のフロアマネージャー）
山上　武雄：相島一之 （健次の高校時代の友人。大畑町出身）
杉浦　乃里子：一色采子 （銀座のバー「まさかり」のママ。健次の姉）
渡辺　キク：今井和子 （むつ市の金貸し）
大塚　芳子：音無美紀子 （大塚の妻）
佐藤　信子：若林志穂 （健次の恋人）
ヒサコママ：栗田よう子 （クラブ「リヨン」のママ）
中原　警部：三田村邦彦 （東向島署の警部）
小学校の教師：中村ひとみ （正夫の同僚）
事務員：ひがし由貴
依頼人：浅沼晋平
阿部の友人：津久井啓太
刑事：丸野保
岩橋道子、青木英樹、青森伸、安達秀子、鶴田東、赤羽大、奥谷将之、小坂明、鈴木和人、木村明海、渡辺ひかる
ナレーター：橋爪功
スタッフ
脚本：石原武龍
演出：脇田時三
プロデューサー：矢口久雄（テレパック）、篠原茂（テレパック）
企画プロデューサー：勝田祥三
撮影協力：むつ市、大畑町（2005年にむつ市に編入）、サザンクロスリゾート
協力：東通、緑山スタジオ・シティ
音楽協力：電通ミュージック・アンド・エンタテインメント
製作：テレパック、TBS

### 2010年版
生誕100年記念 松本清張ドラマスペシャル『霧の旗』。日本テレビ系にて3月16日（21:00 - 23:18）放映。大塚弁護士は「新進気鋭の若手弁護士」、名も「欽也」に改められ、桐子の故郷は大塚の出身地と同じ福岡県という設定になっている。ラストでは、原作にない設定が付加されている。劇中音楽としてモーツァルト『レクイエム』を使用している。視聴率は16.0%（ビデオリサーチ調べ、関東地区）。同年の6月にDVD化されている。
キャスト
大塚欽也：市川海老蔵 （若手の敏腕弁護士）
柳田桐子：相武紗季 （柳田正夫の妹）
阿部啓一：東貴博 （フリーライター）
河野径子：戸田菜穂 （和風レストラン「みなせ」のオーナー）
奥村雅之：津川雅彦 （大塚弁護士事務所の事務員で元検察事務官）
大塚芳子：中澤裕子 （大塚の妻）
柳田正夫：カンニング竹山 （柳田製作所の社長）
杉浦健次：井坂俊哉 （「みなせ」のフロアマネージャー）
池上信子：柳原可奈子 （ホステスで桐子の幼馴染）
山上武雄：山西惇 （杉浦と同期の野球部員）
益田乃里子：青田典子 （銀座のクラブ「四季」のママで杉浦健次の姉）
渡辺美和：原知佐子 （小倉のファイナンス会社社長）
沢木一夫：中井貴一 （大塚の元上司） ※特別出演
鳴海：六平直政 （警視庁の刑事）
西本：本田博太郎 （編集長）
添田：山下真司 （小倉第一工業高校野球部の監督）
国選弁護人：温水洋一
裁判長：森下哲夫
箱根のレストランの店員：山上賢治
TVリポーター：阿部祐二
新聞記者：井上公造
吉岡：中村有志
堀田：山寺宏一 （福岡の弁護士） ※声のみの出演
恵子：真由子 （事務員）
宮原：小松利昌 （弁護士）
鳴海の部下：六角慎司
ホステス：福山亜弥
大塚の父：石原和海
クラブ「リヨン」のママ：井上祐子
笠原浩夫、中里真美、須田邦裕、増島愛浩、比佐一成、八十田勇一、小笹 将継、川崎拓斗
スタッフ
チーフプロデューサー：前田伸一郎（日本テレビ）
プロデューサー：金澤宏次・小越浩造（ユニオン映画）
脚本：中園健司
監督：重光亨彦
題字：本田博太郎
音楽：糸川玲子
撮影：高間賢治
MA：山本逸美
番組協力：スッキリ!!、情報ライブ ミヤネ屋、NNN Newsリアルタイム、NEWS ZERO
ロケ協力：深谷フィルムコミッション、北九州フィルム・コミッション、千代田区観光協会、北九州市、中間市、田川市、山中湖村、東名富士カントリークラブ、埼玉県立川本高等学校、東京成徳大学深谷高等学校、日本コークス工業、九州旅客鉄道　ほか
技術協力：映広
美術協力：日本テレビアート、テレビ朝日クリエイト
音楽協力：日本テレビ音楽
装飾：京映アーツ
衣装：松竹衣装CPルーム
製作協力：日テレアックスオン
製作プロダクション：ユニオン映画
製作著作：日テレ

### 2014年版
松本清張「霧の旗」。テレビ朝日系にて12月7日（21:00 - 23:10）「松本清張二夜連続ドラマスペシャル」の第二夜として放映。今作では、柳田正夫は桐子の兄ではなく弟で、知的障害者という設定となっている。障害ゆえに純粋な心を持つ弟を、桐子が半ば生き甲斐としていたことが、復讐への強い動機となっている。結末は原作とは若干異なる。視聴率12.8%。本作はDVD化はされていないが後にネット配信は行われている。
キャスト
柳田桐子：堀北真希 （北九州市の食品加工工場に勤務する素朴な女性）
大塚欽三：椎名桔平 （東京のカリスマ弁護士）
阿部啓一：高橋克実 （週刊誌記者）
河野径子：木村佳乃 （高級レストラン「水無瀬（みなせ）」のオーナー）
柳田正夫：古畑新之 （桐子の弟。知的障害を持つ）
杉浦健次：福士誠治 （「水無瀬」の副マネージャー）
工藤信子：谷村美月 （キャバクラ「マーメイド」のホステス）
佐々木明彦：でんでん （正夫の国選弁護人）
大屋：渡辺いっけい （警視庁の刑事）
田岡衛：橋爪功 （大塚法律事務所の所員）
渡辺菊江：濱田マリ（主婦・事件被害者）
大塚有希枝：秋本奈緒美（大塚の妻）
谷村信吾：佐戸井けん太（「週刊　東京現代」編集長）
山上武雄：趙珉和
山田孝子：大島蓉子（民生委員）
淑子：峯村リエ（銀座のクラブのママ）
その他：デビット伊東、伊藤裕子、緋田康人、伊藤正之、中條サエ子、高間智子、三浦力、世古陽丸、増田修一朗、池田光咲　ほか
スタッフ
脚本：浅野妙子
監督：藤田明二
音楽：沢田完
エンディングテーマ：やなわらばー「少年時代」
サウンドデザイン：石井和之
法律監修：吉村健一郎
医療監修：堀エリカ、内ヶ崎西作
殺陣：大道寺俊典
ロケ協力：北九州市、北九州フィルム・コミッション　ほか
技術協力：バスク
CG・美術協力：テレビ朝日クリエイト
チーフプロデューサー：五十嵐文郎（テレビ朝日）
ゼネラルプロデューサー：内山聖子（テレビ朝日）
プロデューサー：中込卓也（テレビ朝日）、森川真行（ファインエンターテイメント）、石塚清和（ファインエンターテイメント）
製作協力：ファインエンターテイメント
製作著作：テレビ朝日